# Энтомологические булавки

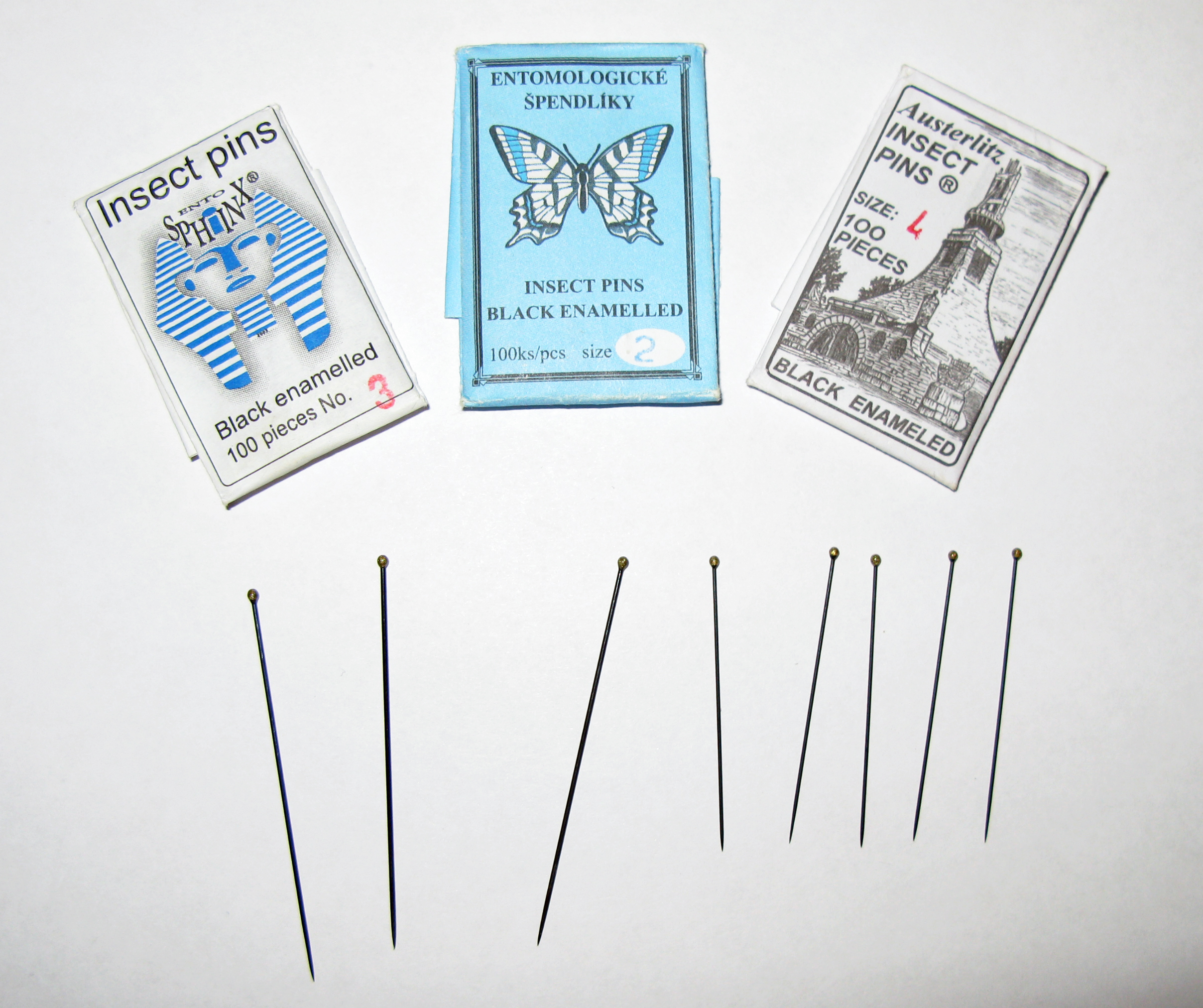
Энтомологические булавки различных производителей и номеров

Энтомологические булавки — специальные иглы, преимущественно стальные, лакированные, с латунной закруглённой головкой, применяемые для монтирования насекомых в энтомологических коллекциях. Наиболее частыми производителями энтомологических булавок является Польша и Чехия.
Булавки, в зависимости от диаметра, маркируются номером от 000 до 7.
| Номер булавки | Длина (мм) | Диаметр (мм) |
| ------------- | ---------- | ------------ |
| 000           | 38         | 0.25         |
| 00            | 38         | 0.30         |
| 0             | 38         | 0.35         |
| 1             | 38         | 0.40         |
| 2             | 38         | 0.45         |
| 3             | 38         | 0.50         |
| 4             | 38         | 0.55         |
| 5             | 38         | 0.60         |
| 6             | 38         | 0.65         |
| 7             | 52         | 0.7          |

Булавки под номерами 000 — 0 используются для монтирования мелких насекомых с размахом крыльев до 2 см. Для насекомых средних размеров используются булавки № 1 и 2. Для крупных насекомых используются булавки № 3. Булавки под номерами 4 — 7 используются для монтирования крупных насекомых (кроме бабочек), преимущественно, для жуков.
Также существуют минуции (микробулавки) длиной 12 мм и диаметром от 0.1 до 0.25 мм, которые служат для накалывания очень мелких насекомых, например комаров.
При монтировании насекомое накалывается на энтомологическую булавку. Булавка вкалывается строго перпендикулярно к верхней поверхности насекомого при нерасправленных крыльях, а при расправленных крыльях — к поверхности крыльев. Затем насекомое поднимается на булавке на уровень не ниже 3/4 длины булавки и не выше 4/5 её, считая от острия булавки, что соответствует примерно 12 мм от булавочной головки.
Насекомые различных отрядов накалываются энтомологическими булавками в различные отделы тела. Жуки накалываются в правое надкрылье, при этом булавка выходит внизу между второй и третьей парами ног. Полужесткокрылых накалывают в щиток между надкрыльями, слегка вправо от середины. Прямокрылых накалывают, при сложенных крыльях в правое надкрылье, при расправленных крыльях — в середину задней части груди. Остальные насекомые накалываются в середину груди.